# Stanisław Bedliński
Stanisław Bedliński herbu Leliwa (ur. w 1621 lub 1633, zm. w 1688 lub 1689) – polski duchowny rzymskokatolicki, biskup pomocniczy łucki.

## Życiorys
Syn sędziego grodzkiego krakowskiego Rafała Bedlińskiego. Jego matka była siostrą biskupa łuckiego Tomasza Leżeńskiego.
Pełnił urzędy proboszcza kodeńskiego i boćkowskiego oraz archidiakona łuckiego.
27 września 1683 papież Innocenty XI prekonizował go biskupem pomocniczym łuckim i biskupem in partibus infidelium caesaropolitańskim. 6 lutego 1684 przyjął sakrę biskupią z rąk biskupa pomocniczego krakowskiego Mikołaja Oborskiego.